# Búzi (distrito)
Búzi é um distrito da província de Sofala, em Moçambique, com sede na vila de Búzi. Tem limite, a norte com o distrito de Nhamatanda, a oeste com os distritos de Sussundenga (distrito da província de Manica) e Chibabava, a sul com o distrito de Machanga, a leste com o Oceano Índico e a nordeste com o distrito de Dondo.
O distrito de Búzi tem uma superfície de 7 409 km² e uma população de 159 614 habitantes, de acordo com os resultados preliminares do Censo de 2007, tendo como resultado uma densidade populacional de 21,5 habitantes/km². A população recenseada em 2007 representa um aumento de 11,5% em relação aos 143 152 habitantes registados no Censo de 1997.

## Divisão administrativa
O distrito está dividido em três postos administrativos (Búzi, Estaquinha e Nova Sofala), compostos pelas seguintes localidades:
- Posto Administrativo de Búzi:
  - Vila de Búzi
  - Bândua
  - Búzi
  - Grudja
- Posto Administrativo de Estaquinha:
  - Chissinguana
  - Estaquinha
- Posto Administrativo de Nova Sofala:
  - Ampara
  - Nova Sofala

## Clima
O clima é do tipo tropical húmido com savana ao longo da faixa costeira, observando-se duas estações, a chuvosa e a seca.

## Economia
A principal actividade económica é a agricultura do tipo familiar. Os principais produtos são o algodão, o gergelim e a cana-de-açúcar.
O distrito possui um efectivo bovino de 4000 cabeças (ano de 2005), sendo 45% destes pertencentes ao sector familiar. 
No passado existiu a Companhia do Búzi, uma grande companhia açucareira que também se dedicava a pecuária em grande escala.

## População
A população é jovem (45%, abaixo dos 15 anos de idade), maioritariamente feminina (taxa de masculinidade 47%) e de matriz rural (taxa de urbanização de 10%).  O distrito apresenta uma taxa de escolarização baixa, com 3/4 da população analfabeta. 

## Saúde
As principais doenças são a malária, doenças de transmissão sexual, doenças diarreicas, tuberculose e HIV/SIDA.

Nos animais, a tuberculose bovina é uma das maiores preocupações neste distrito.

## Ligação externa
Perfil do distrito de Búzi